# Władysław Mikołajczak
Władysław Józef Mikołajczak (ur. 23 lipca 1894 w Wirach, zm. 23 czerwca 1960 w Poznaniu) – pułkownik piechoty Wojska Polskiego, działacz niepodległościowy, kawaler Orderu Virtuti Militari.

## Życiorys
Urodził się 23 lipca 1894 w Wirach, w ówczesnym powiecie poznańskim zachodnim rejencji poznańskiej, w rodzinie Władysława (zm. 1923), gorzelnika i Marii ze Stengertów. W lutym 1914 ukończył seminarium nauczycielskie w Rogoźnie. W kwietniu tego roku rozpoczął pracę w szkole powszechnej w Wrześnicy, w powiecie pleszewskim, w charakterze nauczyciela.
4 sierpnia 1914 został powołany do armii niemieckiej i wcielony do 155 pułku piechoty. W jego szeregach walczył na froncie francusko-niemieckim I wojny światowej. 4 lipca 1916 został mianowany podporucznikiem rezerwy. W 1918 na froncie zachodnim został zatruty gazami. 28 listopada 1918 został zwolniony z armii niemieckiej.
4 lutego 1919 zgłosił się jako ochotnik do Wojska Polskiego. Od 12 lutego był dowódcą kompanii załogi wronieckiej, a od 9 marca 1919 organizatorem i dowódcą II batalionu 7 pułku strzelców wielkopolskich, późniejszego 61 pułku piechoty. Dekretem Naczelnej Rady Ludowej Nr 54 z 23 maja 1919 został zatwierdzony w stopniu porucznika.
W czasie wojny z bolszewikami 21 miesięcy spędził na froncie.
Po zakończeniu działań wojennych pozostał w służbie wojskowej, w macierzystym pułku w Bydgoszczy i nadal pełnił obowiązki dowódcy II batalionu. 3 maja 1922 został zweryfikowany w stopniu kapitana ze starszeństwem od 1 czerwca 1919 i 316. lokatą w korpusie oficerów piechoty, a 31 marca 1924 prezydent RP nadał mu stopień majora ze starszeństwem z dnia 1 lipca 1923 i 96. lokatą w korpusie oficerów piechoty. W listopadzie 1927 został przeniesiony do 43 pułku piechoty w Dubnie na stanowisko komendanta składnicy wojennej. W lipcu 1929 został przesunięty na stanowisko dowódcy batalionu. 24 grudnia 1929 prezydent RP nadał mu z dniem 1 stycznia 1930 stopień podpułkownika w korpusie oficerów piechoty i 13. lokatą. W styczniu 1930 został przesunięty ze stanowiska dowódcy batalionu na stanowisko zastępcy dowódcy pułku. Opiniujący go w 1933 gen. dyw. Edward Śmigły-Rydz stwierdził: „twardy, uparty, bez lotnej inteligencji, ale z taktyczną głową. Sumienny i pracowity. Nadaje się na dcę pułku”. W lipcu 1935 został przeniesiony do 15 pułku piechoty w Dęblinie na stanowisko dowódcy pułku. Na stopień pułkownika został awansowany ze starszeństwem z 19 marca 1938 i 12. lokatą w korpusie oficerów piechoty. W marcu 1939 na stanowisku dowódcy pułku KOP „Wołożyn”. Później został dowódcą pułku KOP „Wilejka”.
W czasie kampanii wrześniowej 1939 dowodził 207 pułkiem piechoty. Nie zdołał dotrzeć do Lwowa. 19 września 1939 z dowództwem pułku przeszedł na Węgry, gdzie został internowany. W grudniu 1944 został wydany niemieckim władzom wojskowym. Do 23 kwietnia 1945 przebywał w Oflagu III A Luckenwalde, w którym pełnił funkcję starszego obozu i męża zaufania. Po uwolnieniu z niewoli wrócił do kraju, 8 maja 1945 zarejestrował się w Rejonowej Komendzie Uzupełnień Poznań Miasto, która skierowała go do Punktu Przesyłkowego Nr 3 w Krakowie.
Został przyjęty do ludowego Wojska Polskiego i wyznaczony na stanowisko zastępcy dowódcy 3 Pomorskiej Dywizji Piechoty do spraw liniowych. Od 27 października 1945 do 6 stycznia 1946 czasowo pełnił obowiązki dowódcy tej dywizji. Później został szefem Oddziału Operacyjnego Sztabu Dowództwa Okręgu Wojskowego Nr VII w Lublinie. Pod koniec lipca 1948 został zatrzymany w ramach tzw. „sprawy zamojsko-lubelskiej” i osadzony w areszcie Głównego Zarządu Informacji WP. W czasie rozprawy sądowej, „reżyserowanej przez Informację WP”, został skazany na karę 14 lat pozbawienia wolności. W 1957 został uniewinniony.
Zmarł 23 czerwca 1960 w Poznaniu. Został pochowany na Cmentarzu Jeżyckim w Poznaniu (kwatera L, rząd Oa, miejsce 36).
30 października 1917 ożenił się z Zofią Jadwigą z Białkowskich, z którą miał dwóch synów: Witolda (ur. 4 października 1918) i Mieczysława (ur. 17 lipca 1921). Syn Mieczysław (zm. 25 lipca 2002) był więźniem niemieckich obozów koncentracyjnych: Majdanek, Groß-Rosen i Flossenbürg.

## Ordery i odznaczenia
- Order Krzyża Grunwaldu III klasy - 17 grudnia 1946 „za bohaterskie czyny i dzielne zachowanie się w walce z niemieckim najeźdźcą oraz za gorliwą pracę i sumienne wypełnianie obowiązków służbowych”[37]
- Krzyż Srebrny Orderu Wojskowego Virtuti Militari nr 4666[2] - 1922[38]
- Krzyż Walecznych[39]
- Złoty Krzyż Zasługi[27]
- Medal Niepodległości – 20 lipca 1932 „za pracę w dziele odzyskania niepodległości”[40][41]
- Medal Pamiątkowy za Wojnę 1918–1921[39]
- Medal Dziesięciolecia Odzyskanej Niepodległości[39]

niemieckie
- Krzyż Żelazny I klasy[6]
- Krzyż Żelazny II klasy[6]
- Odznaka za Rany[6]